# Bojan Jordanov
Bojan Jordanov (in bulgaro Боян Йорданов?; Sofia, 12 marzo 1983) è un pallavolista bulgaro, opposto del Kamnik.

## Palmarès

### Nazionale (competizioni minori)
- Campionato mondiale Under-21 2003